# Otto Olsen
Otto Martin Olsen (Østre Aker, 13 dicembre 1884 – Oslo, 12 luglio 1953) è stato un tiratore a segno norvegese che gareggiò nei primi anni del XX secolo. Vinse otto medaglie olimpiche, tra cui quattro medaglie d'oro. Divenne il terzo tiratore a vincere due medaglie d'oro individuali olimpiche ed è uno dei cinque atleti ad averlo fatto in una sola Olimpiade.

## Palmarès olimpico
- Anversa 1920 - Medaglia d'oro nella carabina militare 300 metri a terra;
- Anversa 1920 - Medaglia d'oro nel bersaglio mobile 100 metri colpo singolo;
- Anversa 1920 - Medaglia d'oro nel bersaglio mobile 100 metri colpo singolo a squadre;
- Parigi 1924 - Medaglia d'oro nel bersaglio mobile 100 metri colpo singolo a squadre;
- Anversa 1920 - Medaglia d'argento nella carabina libera 300 metri 3 posizioni a squadre;
- Anversa 1920 - Medaglia d'argento nella carabina militare 300 metri + 600 metri a terra a squadre;
- Parigi 1924 - Medaglia d'argento nel bersaglio mobile 100 metri colpo doppio a squadre;
- Parigi 1924 - Medaglia di bronzo nel bersaglio mobile 100 metri colpo singolo.